# Frankerriket
Frankerriket (latin: Regnum Francorum) syftar på det forna rike (efterföljare till Gallien, föregångare till Frankrike) som frankerna lade under sig.

## Den merovingiska tiden (400–700)
Redan under 200-talet hade frankerna orsakat romarna stort besvär vid gränsen mot provinsen Gallien. Under loppet av 200-, 300- och 400-talen svämmade frankerna och andra germanska stammar över den gallisk-romerska gränsen, men frankerna kom att dominera i nordväst. Frankerna själva var splittrade i många ätter som stred inbördes. Av dessa kom den merovingiska ätten att framstå som segrare, och under sin hövding Klodvig enade merovingerna frankerna vid slutet av 400-talet. Därefter riktade de sin aggression mot yttre fiender som den romerske ståthållaren Syagrius. Klodvig besegrade Syagrius. Frankerna framställde sig därefter som härskarna över norra Gallien, och Klodvig riktade in sig på att kriga mot de andra germanska grannfolken, vilka han besegrade ett efter ett under de första årtiondena av 500-talet. 
När Klodvig dog delades riket mellan hans fyra söner. Den äldste, Theoderik I (511–533), erhöll den östra delen, Austrasien, vars huvudstad var Metz, ibland Reims. Vid sidan av honom härskade Chlothar I (511–561) i Soissons, medan Childebert I (511–558) kom i besittning av Paris och de västra delarna, och Chlodomer (511–524) erhöll Orléans och den sydvästra delen. Trots delningen fortlevde föreställningen om ett enda frankiskt rike.
Chlotar II återförenade år 613 riket, som under honom bör ha varit ungefär dubbelt så stort som på Klodvigs tid. Det hade ett omfång som inte nämnvärt överskreds förrän på Karl den stores tid. Fyra landsdelar uppstod, dock utan bestämda gränser. Det gamla stamlandet mellan Schelde och Rhen brukade man beteckna med namnet Östriket (Austrasien). Det omfattade främst rent germanska områden. Bredvid detta sträckte sig i väster det land som hade erövrats från Syagrius en bit söder om Loire. Det kallades Västlandet eller Nya landet (Neustrien) och beboddes av franker och romaner. Ur den burgundiska staten och utvidgat genom stycken av Neustrien och västgoternas land uppstod riket Burgund, där romansk kultur var förhärskande. Vid dess sida befann sig det nästan rent romanska Aquitanien, som erövrats från visigoterna. Det fick genom Vasconias (Gascognes) baskiska befolkning en säregen karaktär, som på 700-talet fick ett politiskt uttryck genom upprättandet av ett särskilt hertigdöme Aquitanien. Dessutom hade Provence och de germanska besittningarna på högra sidan av Rhen en särställning, medan det keltiska Bretagne förblev tämligen oavhängigt. Rikets tyngdpunkt låg i Neustrien med Reims, Soissons, Paris, Tours och Orléans.
År 732 vann en frankisk armé under den frankiske rikshovmästaren Karl Martell ett slag mot en saracensk armé från Kalifatet Cordoba i Slaget vid Poitiers (732), vilket stoppade vidare inträngning av saracenerna i Loire-dalen.

## Den karolingiska tiden (700- och 800-talet)
|  | Frankerriket år 768 (vid Pippin den lilles död) |

|  | Områden erövrade av Karl den store (768–814) |

|  | Mer eller mindre avhängiga områden |

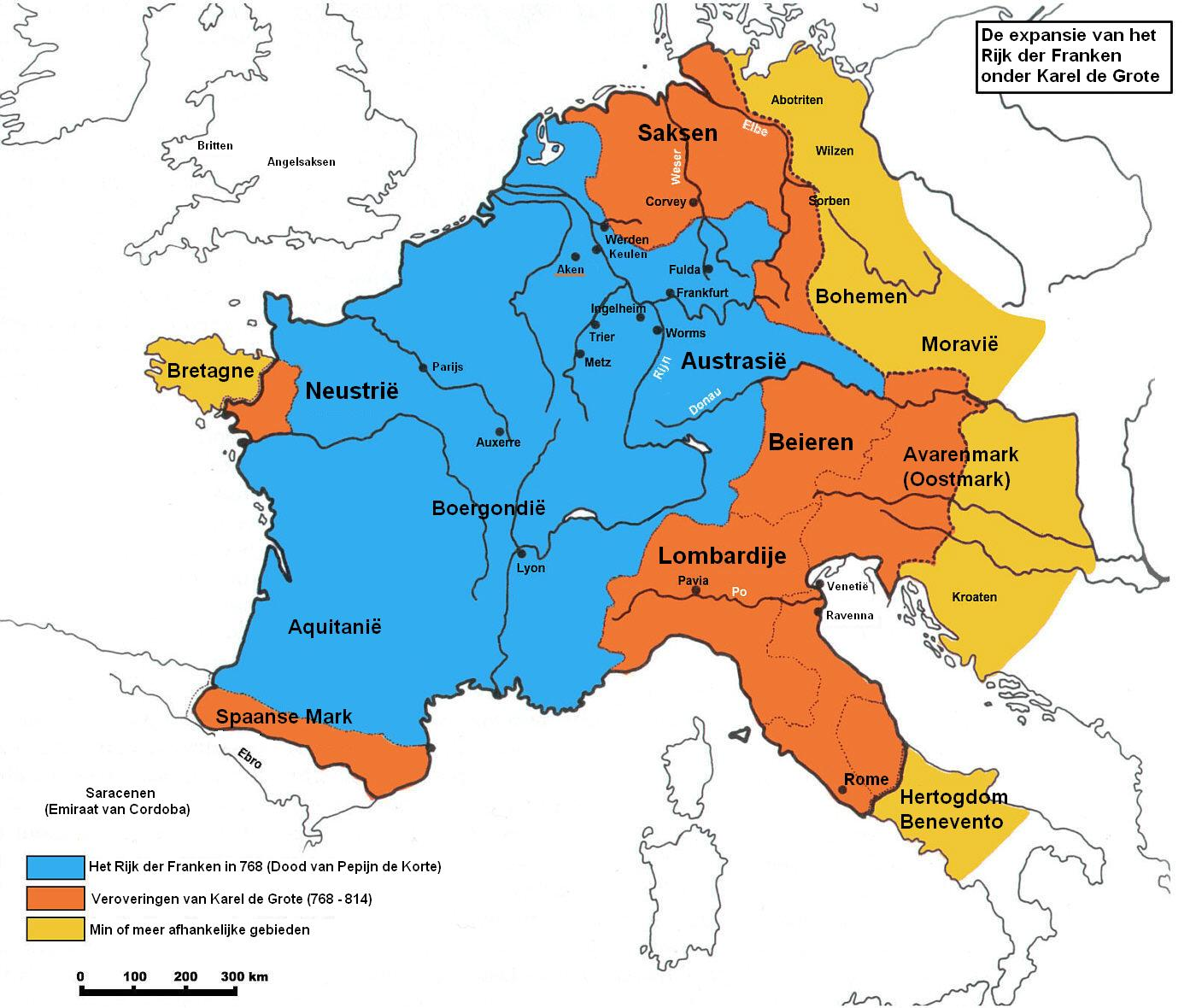

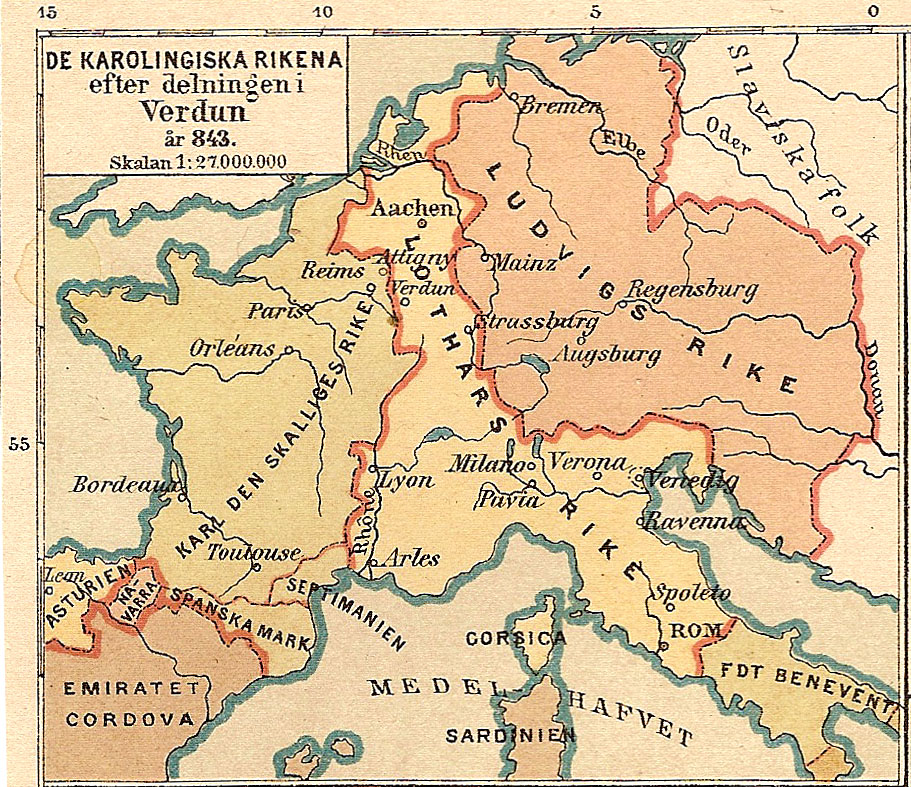
Historisk karta över de karolingiska rikena efter Frankerrikets delning i Verdun år 843

Pippin den lille gjorde påven beroende av Frankerriket genom att lämna militär hjälp mot hotande fiender. Frankerriket nådde sin största utbredning och makt under Pippin den lilles son Karl den store, som blev kung år 768. Riket omfattade delar av dagens Frankrike, Belgien, Tyskland, Luxemburg, Nederländerna och delar av Italien. Genom ofta hänsynslösa erövringskrig utvidgades Frankerriket alltså till större delen av centrala och västra Europa. Genom alliansen med påven gick erövringarna hand i hand med den kristna missionen. Dagens Frankrike och Tyskland kan båda härledas till Karl den stores välde.
Karl den store utvecklade administrationen och delade in landet i grevskap där grevarna utgjorde ett feodalt skikt mellan folk och kung i form av aristokratin, adeln. För att kontrollera grevar och andra sändes Missi dominici, en sorts fogdar som även skriftligt rapporterade hur godsen sköttes.
Nyerövrade områden kallades marker (till exempel Spanska mark och Ostmark, nuvarande Österrike), och besattes och styrdes med militära styrkor. Att hålla ihop ett stort rike krävde både god ordning och att den kejserliga makten visades upp genom stora byggnadsverk. Under denna tid inföll den karolingiska renässansen.
Det frankiska riket blev med Karl den stores kröning år 800 ett kejsardöme. Redan år 843 delades det enligt den Saliska lagen upp mellan Karl den stores barnbarn i tre delar. Dessa delar gick inte att hålla samman utan föll sönder i mindre grevskap och hertigdömen. Det västfrankiska riket kom att utvecklas till dagens Frankrike och det östfrankiska riket blev sedermera det tysk-romerska riket under Otto den store, som med kyrkans hjälp samlade de många självständiga hertigdömena till ett rike under 900-talet. 
Den tredje delen, Lotharingia, delades snart mellan de två angränsande frankiska rikena.